# Campionati italiani primaverili di nuoto 1991
I trentottesimi Campionati italiani primaverili di nuoto si sono svolti a Firenze dal 6 al 9 marzo 1991. Viene utilizzata la vasca da 50 metri.

## Podi

### Uomini
| Evento               | Oro                                                                                       | Tempo    | Argento                     | Tempo    | Bronzo                 | Tempo    |
| Stile libero         |                                                                                           |          |                             |          |                        |          |
| 50 m                 | Alessandro Cecchini                                                                       | 23"58    | Antonio Consiglio           | 23"65    | René Gusperti          | 23"69    |
| 100 m                | Emanuele Idini                                                                            | 52"11    | Piermaria Siciliano         | 52"24    | Alessandro Cecchini    | 52"46    |
| 200 m                | Emanuele Idini                                                                            | 1'51"85  | Piermaria Siciliano         | 1'53"26  | Cristian D'Ambrosio    | 1'53"61  |
| 400 m                | Emanuele Idini                                                                            | 3'56"99  | Piermaria Siciliano         | 4'00"81  | Bruno Capozzi          | 4'02"07  |
| 1500 m               | Massimiliano Bensi                                                                        | 15'50"01 | Davide Giacchino            | 15'54"67 | Francesco Damiani      | 15'58"17 |
| Dorso                |                                                                                           |          |                             |          |                        |          |
| 100 m                | Luca Bianchin                                                                             | 58"04    | Emanuele Merisi             | 58"04    | Mauro Marini           | 58"72    |
| 200 m                | Luca Bianchin                                                                             | 2'02"32  | Emanuele Merisi             | 2'03"10  | Moreno Gallina         | 2'08"81  |
| Rana                 |                                                                                           |          |                             |          |                        |          |
| 100 m                | Francesco Postiglione                                                                     | 1'03"70  | Fabrizio De Cristofaro      | 1'05"17  | Marcello Saporiti      | 1'05"46  |
| 200 m                | Francesco Postiglione                                                                     | 2'18"77  | Fabrizio De Cristofaro      | 2'21"99  | Fabio Fusi             | 2'22"30  |
| Farfalla             |                                                                                           |          |                             |          |                        |          |
| 100 m                | Luca Belfiore                                                                             | 55"42    | Marco Braida                | 56"30    | Umberto Antonini       | 56"48    |
| 200 m                | Marco Braida                                                                              | 2'01"72  | Roberto Cassio              | 2'02"77  | Andrea Palloni         | 2'03"55  |
| Misti                |                                                                                           |          |                             |          |                        |          |
| 200 m                | Luca Sacchi                                                                               | 2'03"92  | Roberto Cassio              | 2'06"46  | Lorenzo Benucci        | 2'07"84  |
| 400 m                | Luca Sacchi                                                                               | 4'24"39  | Roberto Cassio              | 4'25"62  | Fabrizio De Cristofaro | 4'30"50  |
| Staffette            |                                                                                           |          |                             |          |                        |          |
| 4x100 m stile libero | Leonessa Brescia Roberto Gleria Giorgio Lamberti Leonardo Michelotti Antonio Consiglio    | 3'28"51  | Gruppo Nuoto Fiamme Gialle  | 3'29"55  | Aurelia Nuoto          | 3'31"54  |
| 4x200 m stile libero | Gruppo Nuoto Fiamme Gialle Emanuele Idini Bruno Zorzan Simone Dini Andrea Palloni         | 7'37"98  | Centro Sportivo Carabinieri | 7'39"65  | Aurelia Nuoto          | 7'47"32  |
| 4x100 m mista        | Gruppo Nuoto Fiamme Gialle Luca Bianchin De Cristofaro Fabrizio Imperadore Emanuele Idini | 3'51"12  | Centro Sportivo Carabinieri | 3'51"99  | Leonessa               | 3'56"50  |

### Donne
| Evento               | Oro                                                                                     | Tempo   | Argento                    | Tempo   | Bronzo                    | Tempo   |
| Stile libero         |                                                                                         |         |                            |         |                           |         |
| 50 m                 | Viviana Susin                                                                           | 26"71   | Cristina Chiuso            | 26"84   | Nadia Pautasso            | 27"10   |
| 100 m                | Viviana Susin                                                                           | 58"16   | Nadia Pautasso             | 58"85   | Barbara Dall'Acqua        | 58"92   |
| 200 m                | Nadia Pautasso                                                                          | 2'05"31 | Cristina Sossi             | 2'05"50 | Caterina Borgato          | 2'05"90 |
| 400 m                | Cristina Sossi                                                                          | 4'16"72 | Giuliana Fiscon            | 4'18"91 | Manuela Melchiorri        | 4'22"01 |
| 800 m                | Cristina Sossi                                                                          | 8'40"07 | Giuliana Fiscon            | 8'51"38 | Francesca Ferrarini       | 8'53"46 |
| Dorso                |                                                                                         |         |                            |         |                           |         |
| 100 m                | Lorenza Vigarani                                                                        | 1'04"90 | Lara Bianconi              | 1'05"29 | Sabrina Cocchi            | 1'05"51 |
| 200 m                | Lorenza Vigarani                                                                        | 2'17"51 | Francesca Salvalajo        | 2'17"95 | Laura Savarino            | 2'19"16 |
| Rana                 |                                                                                         |         |                            |         |                           |         |
| 100 m                | Manuela Dalla Valle                                                                     | 1'11"24 | Elena Donati               | 1'13"51 | Rossella Pescatori        | 1'14"04 |
| 200 m                | Annalisa Nisiro                                                                         | 2'33"89 | Elena Donati               | 2'37"92 | Cristiana Giordano        | 2'39"41 |
| Farfalla             |                                                                                         |         |                            |         |                           |         |
| 100 m                | Ilaria Tocchini                                                                         | 1'02"96 | Elena Morgantini           | 1'04"42 | Ellida Franchi            | 1'05"19 |
| 200 m                | Agnese Priore                                                                           | 2'19"05 | Stefania Lanzillotta       | 2'20"26 | Cinzia Buzzola            | 2'21"22 |
| Misti                |                                                                                         |         |                            |         |                           |         |
| 200 m                | Lara Bianconi                                                                           | 2'20"85 | Manuela Dalla Valle        | 2'21"40 | Alessandra Baldini        | 2'23"17 |
| 400 m                | Annalisa Nisiro                                                                         | 4'54"00 | Alessandra Baldini         | 4'57"44 | Francesca Ferrarini       | 4'58"34 |
| Staffette            |                                                                                         |         |                            |         |                           |         |
| 4x100 m stile libero | Libertas Safa Torino Mara Data Nadia Pautasso Busso Ilaria Sciorelli                    | 3'58"31 | Rari Nantes Calpeda Veneto | 3'59"04 | Aurelia Nuoto             | 3'59"45 |
| 4x200 m stile libero | Rari Nantes Calpeda Veneto Elena Piatto Lucia Massa Barbara Dall'Acqua Caterina Borgato | 8'29"04 | Libertas Safa Torino       | 8'34"32 | Fiorentina                | 8'38"73 |
| 4x100 m mista        | Aurelia Nuoto Nisini Laura Trionfetti Alessandra Baldini Bartolini Ranucci              | 4'25"90 | Libertas Safa Torino       | 4'27"21 | Circolo Canottieri Aniene | 4'30"22 |

### Classifiche per società

#### Maschile
| Pos.    | Società | Pti |
| ------- | ------- | --- |
| Oro     |         |     |
| Argento |         |     |
| Bronzo  |         |     |
| 4.      |         |     |
| 5.      |         |     |
| 6.      |         |     |
| 7.      |         |     |
| 8.      |         |     |
| 9.      |         |     |
| 10.     |         |     |

#### Femminile
| Pos.    | Società | Pti |
| ------- | ------- | --- |
| Oro     |         |     |
| Argento |         |     |
| Bronzo  |         |     |
| 4.      |         |     |
| 5.      |         |     |
| 6.      |         |     |
| 7.      |         |     |
| 8.      |         |     |
| 9.      |         |     |
| 10.     |         |     |